# تاکاتسوکاسا سوکه‌هیرو
تاکاتسوکاسا سوکه‌هیرو (به ژاپنی: 鷹司輔煕 Takatsukasa Sukehiro); ۵ دسامبر ۱۸۰۷ – ۹ ژوئیهٔ ۱۸۷۸) سیاستمدار، کانپاکو و سشو همچنین اودایجین (وزیر راست) و نای‌دایجین  (وزیر داخلی/وزیر کشور) در زمان امپراتور کومی در دوره میجی اهل ژاپن بود.